# Martin Schwartz
Martin Schwartz (* um 1450 in Augsburg; † 16. Juni 1487 bei East Stoke) war ein deutscher Söldnerführer, der bei der Schlacht von Stoke in den Rosenkriegen starb, während er für Lambert Simnel, einen Hochstapler, der behauptete, dem Hause York zu entstammen, kämpfte.
Schwartz wurde in Augsburg als Sohn eines Schusters geboren. Erstmals erwähnt wird er 1475 im Heer Karls des Kühnen bei der Belagerung von Neuss. Im Jahre 1486 wurde er von Maximilian I., dem späteren Kaiser des Heiligen Römischen Reichs, angeheuert, um die Burgundischen Niederlande von den Franzosen zu befreien und eine Rebellion in Flandern zu unterdrücken. Für seine Dienste in der Burgundischen Niederlande wurde er von Maximilian zum Ritter geschlagen.
Als John de la Pole, 1. Earl of Lincoln, erfuhr, dass die englischen Gerichte den Anspruch Simnels untermauerten, suchte jener den Hof seiner Tante Margarete von Burgund auf. Sie unterstützte ihn finanziell und heuerte 1500 deutsche und schweizerische Söldner, deren Kommandeur Schwartz war, für eine Invasion an. Sowohl der Earl of Lincoln als auch Schwartz starben, als die Invasionstruppen bei Stoke von der Armee König Heinrichs VII. aufgehalten wurden.